# Lista de prefeitos de Imperatriz (Maranhão)
Esta é a lista de prefeitos de Imperatriz, município brasileiro situado na região Sul do estado do Maranhão. Até a Proclamação da República, Imperatriz era chefiada pelo presidente da Câmara de Vereadores, tendo sido Amaro Batista Bandeira o primeiro eleito.
Com a Proclamação da República, a Câmara de Vereadores foi fechada, mas, após 1900, as eleições para vereadores retornam e também para os novos mandatários, que recebem a denominação de intendentes e vice-intendentes. Os primeiros intendentes foram Dionísio Pereira, Manoel Bandeira, Fortunato Bandeiro e Coriolano Milhomem.
Após 1922, torna-se prefeitura e o município elege o primeiro e mais jovem prefeito de Imperatriz, aos 21 anos de Idade - Gumercindo de Souza Milhomem. Governou de 1º de janeiro de 1923 a 31 de dezembro de 1927. Em 22 de abril de 1924, no governo de Godofredo Mendes Vianna (Lei nº 1.179/24), a povoação recebe sua emancipação política, tornando-se cidade. Assim, passa a ter os seguintes prefeitos abaixo descritos em ordem cronológica.
| Nº                                                    | Nome                                                                        | Imagem                | Partido                                          | Início do mandato       | Fim do mandato                                                        | Observações |
| 1                                                     | Amaro Batista Bandeira (1816–1905)                                          |                       | Partido Republicano Democrata PRD                | 27 de agosto de 1856    | 24 de abril de 1884                                                   | Presidente da Câmara de vereadores                                                                                              |
| 2                                                     | Dionísio Crispiniano Pereira                                                |                       | Partido Republicano Democrata PRD                | 25 de abril de 1884     | 18 de novembro de 1892                                                | Intendente eleito pela Câmara de vereadores                                                                                     |
| Primeira República (1889–1930)                        |                                                                             |                       |                                                  |                         |                                                                       | |
| 3                                                     | Manuel Bandeira                                                             |                       | Partido Republicano Democrata PRD                | 19 de novembro de 1892  | 20 de outubro de 1901                                                 | Intendente eleito pela Câmara de Vereadores                                                                                     |
| 4                                                     | Fortunato Bandeira                                                          |                       | Partido Republicano Maranhense PRM               | 21 de outubro de 1901   | 16 de fevereiro de 1912                                               | Intendente eleito pela Câmara de Vereadores                                                                                     |
| 5                                                     | Coriolano Milhomem                                                          |                       | Partido Republicano Constitucional PRC           | 16 de fevereiro de 1912 | 31 de dezembro de 1922                                                | Intendente eleito pela Câmara de Vereadores                                                                                     |
| 6                                                     | Gumercindo de Souza Milhomem                                                |                       | Partido Progressista PP                          | 1° de janeiro de 1923   | 31 de dezembro de 1927                                                | Primeiro mandatário com a denominação de Prefeito. Quando eleito foi o prefeito mais jovem de Imperatriz, com 21 anos de idade  |
| 7                                                     | Manoel Rolim da Rocha                                                       |                       | Partido da Ação Nacional PAN                     | 1° de janeiro de 1928   | 1° de março de 1930                                                   | Prefeito eleito em sufrágio universal                                                                                           |
| Segunda e Terceira República — Era Vargas (1930–1945) |                                                                             |                       |                                                  |                         |                                                                       | |
| 8                                                     | Antônio Araújo                                                              |                       | Partido Republicano Maranhense PRM               | 2 de março de 1930      | 31 de dezembro de 1931                                                | Prefeito nomeado pelo Interventor Estadual                                                                                      |
| 9                                                     | Martimiano Miranda                                                          |                       | Partido Republicano Maranhense PRM               | 1° de janeiro de 1932   | 9 de janeiro de 1933                                                  | Prefeito nomeado pelo Interventor Estadual                                                                                      |
| 10                                                    | Fortunato Bandeira                                                          |                       | Partido Republicano Maranhense PRM               | 10 de janeiro de 1933   | 30 de abril de 1933                                                   | Prefeito nomeado pelo Interventor Estadual                                                                                      |
| 11                                                    | Luís Antônio da Gama e Silva                                                |                       | Partido Republicano Maranhense PRM               | 1° de maio de 1933      | 19 de outubro de 1937                                                 | Prefeito nomeado pelo Interventor Estadual                                                                                      |
| 12                                                    | Gumercindo Milhomem                                                         |                       | Partido Progressista PP                          | 20 de outubro de 1937   | 2 de janeiro de 1939                                                  | Prefeito nomeado pelo Interventor Estadual                                                                                      |
| 13                                                    | José Manoel Alves Jr                                                        |                       | Partido Progressista PP                          | 3 de janeiro de 1939    | 4 de março de 1945                                                    | Prefeito nomeado pelo Interventor Estadual                                                                                      |
| 14                                                    | Antônio Miranda                                                             |                       | Partido Progressista PP                          | 5 de março de 1945      | 26 de novembro de 1945                                                | Prefeito nomeado pelo Interventor Estadual                                                                                      |
| Quarta República (1945–1964)                          |                                                                             |                       |                                                  |                         |                                                                       | |
| 15                                                    | Leandro Nunes Bandeira                                                      |                       | Partido Social Democrático PSD                   | 27 de novembro de 1945  | 3 de janeiro de 1946                                                  | Prefeito nomeado pelo Interventor Estadual                                                                                      |
| 16                                                    | Urbano Rocha                                                                |                       | Partido Trabalhista Brasileiro PTB               | 4 de janeiro de 1946    | 8 de junho de 1946                                                    | Prefeito eleito em sufrágio universal                                                                                           |
| 17                                                    | Félix Garcia de Oliveira                                                    |                       | Partido Social Progressista PSP                  | 9 de junho de 1946      | 30 de abril de 1948                                                   | Prefeito eleito em sufrágio universal                                                                                           |
| 18                                                    | Simplício Alves Moreira                                                     |                       | Partido Social Democrático PSD                   | 1° de maio de 1948      | 30 de janeiro de 1951                                                 | Prefeito eleito em sufrágio universal                                                                                           |
| 19                                                    | Urbano Rocha                                                                |                       | Partido Trabalhista Brasileiro PTB               | 31 de janeiro de 1951   | 19 de junho de 1953                                                   | Prefeito eleito em sufrágio universal, posteriormente assassinado                                                               |
| 20                                                    | Simplício Alves Moreira                                                     |                       | Partido Social Democrático PSD                   | 19 de junho de 1953     | 30 de janeiro de 1956                                                 | Vice-prefeito eleito no cargo de titular                                                                                        |
| 21                                                    | Antenor Fontenele Bastos                                                    |                       | Partido Trabalhista Brasileiro PTB               | 30 de janeiro de 1956   | 14 de agosto de 1959                                                  | Prefeito eleito em sufrágio universal, posteriormente renunciou ao cargo                                                        |
| 22                                                    | Raimundo de Morais Barros                                                   |                       | Partido Social Democrático PSD                   | 14 de agosto de 1959    | 30 de janeiro de 1961                                                 | Vice-prefeito eleito no cargo de titular                                                                                        |
| 23                                                    | João Menezes de Santana (Filadélfia, 1932–23.08.1996)                       |                       | Partido Trabalhista Brasileiro PTB               | 31 de janeiro de 1961   | 25 de maio de 1964                                                    | Prefeito eleito em sufrágio universal, posteriormente cassado pela Câmara de Vereadores, a mando da Revolução de 1964           |
| Quinta República (1964–1985)                          |                                                                             |                       |                                                  |                         |                                                                       | |
| 24                                                    | Pedro Ribeiro Gonçalves                                                     |                       | Partido Social Democrático PSD                   | 25 de maio de 1964      | 30 de janeiro de 1967                                                 | Vice-prefeito eleito no cargo de titular                                                                                        |
| —                                                     | Álvaro Alves Pereira                                                        |                       | Aliança Renovadora Nacional ARENA                | 31 de janeiro de 1967   | 18 de abril de 1967                                                   | Presidente da Câmara Municipal no cargo de prefeito interino                                                                    |
| 25                                                    | Raimundo Bandeira Barros                                                    |                       | Aliança Renovadora Nacional ARENA                | 18 de abril de 1967     | 2 de fevereiro de 1968                                                | Interventor nomeado pelo Governador do Estado                                                                                   |
| 26                                                    | Eurípedes Bernardino Bezerra (Presidente Dutra, 17.12.1915–19??)            |                       | Aliança Renovadora Nacional ARENA                | 2 de fevereiro de 1968  | 8 de maio de 1968                                                     | Coronel, prefeito eleito em sufrágio universal, posteriormente renunciou                                                        |
| 27                                                    | Raimundo Souza e Silva                                                      |                       | Aliança Renovadora Nacional ARENA                | 8 de maio de 1968       | 30 de janeiro de 1970                                                 | Vice-prefeito eleito no cargo de titular                                                                                        |
| 28                                                    | Renato Cortez Moreira (Imperatriz, 22.06.1934–06.10.1993                    |                       | Movimento Democrático Brasileiro MDB             | 31 de janeiro de 1970   | 31 de janeiro de 1973                                                 | Prefeito eleito em sufrágio universal                                                                                           |
| 29                                                    | José do Espírito Santo Xavier                                               |                       | Aliança Renovadora Nacional ARENA                | 1° de fevereiro de 1973 | 19 de dezembro de 1973                                                | Prefeito eleito em sufrágio universal, posteriormente cassado                                                                   |
| 30                                                    | Antônio Bayma Jr                                                            |                       | Aliança Renovadora Nacional ARENA                | 20 de dezembro de 1973  | 14 de março de 1975                                                   | Interventor nomeado pelo Governador do Estado                                                                                   |
| 31                                                    | Carlos Alberto Barateiro da Costa (25.11.1934–23.02.2008)                   |                       | Aliança Renovadora Nacional ARENA                | 15 de março de 1975     | 11 de setembro de 1976                                                | Tenente-Coronel nomeado Interventor pelo Governador do Estado                                                                   |
| 32                                                    | Elbert Leitão Santos                                                        |                       | Aliança Renovadora Nacional ARENA                | 12 de setembro de 1976  | 30 de janeiro de 1977                                                 | Interventor nomeado pelo Governador do Estado                                                                                   |
| 33                                                    | Carlos Gomes de Amorim                                                      |                       | Aliança Renovadora Nacional ARENA                | 31 de janeiro de 1977   | 31 de janeiro de 1983                                                 | Prefeito eleito em sufrágio universal                                                                                           |
| Sexta República, ou Nova República (1985–presente)    |                                                                             |                       |                                                  |                         |                                                                       | |
| 34                                                    | José de Ribamar Fiquene                                                     |                       | Partido Democrático Social PDS                   | 1° de fevereiro de 1983 | 31 de dezembro de 1988                                                | Prefeito eleito em sufrágio universal                                                                                           |
| 35                                                    | Davi Alves Silva                                                            |                       | Partido Democrático Social PDS                   | 1° de janeiro de 1989   | 31 de dezembro de 1992                                                | Prefeito eleito em sufrágio universal na eleição municipal de 1988                                                              |
| 36                                                    | Renato Cortez Moreira (Imperatriz, 22.06.1934–06.10.1993)                   |                       | Partido Trabalhista Renovador PTR                | 1° de janeiro de 1993   | 6 de outubro de 1993                                                  | Prefeito eleito em sufrágio universal na eleição municipal de 1992, posteriormente assassinado                                  |
| 37                                                    | Salvador Rodrigues de Almeida (Jacinto, 27.04.1952– Imperatriz, 11.01.2019) |                       | Partido Democrático Social PDS                   | 7 de outubro de 1993    | 24 de janeiro de 1995                                                 | Vice-prefeito eleito em sufrágio universal na eleição municipal de 1992 no cargo de titular, deposto pela Revolução de Janeiro. |
| 38                                                    | Ildon Marques (Malta, 20.10.1945–)                                          |                       | Partido do Movimento Democrático Brasileiro PMDB | 24 de janeiro de 1995   | 1° de abril de 1996                                                   | Interventor nomeado pela Governadora do Estado Roseana Sarney                                                                   |
| 39                                                    | Dorian Riker Teles de Menezes (Manaus, 24.06.1945–)                         |                       | Partido da Frente Liberal PFL                    | 2 de abril de 1996      | 31 de dezembro de 1996                                                | Interventor nomeado pela Governadora do Estado Roseana Sarney                                                                   |
| 40                                                    | Ildon Marques (Malta, 20.10.1945–)                                          |                       | Partido do Movimento Democrático Brasileiro PMDB | 1° de janeiro de 1997   | 31 de dezembro de 2000                                                | Prefeito eleito em sufrágio universal na eleição municipal de 1996                                                              |
| 41                                                    | Jomar Fernandes (São Luís, 23.01.1958–)                                     |                       | Partido dos Trabalhadores PT                     | 1° de janeiro de 2001   | 31 de dezembro de 2004                                                | Prefeito eleito em sufrágio universal na eleição municipal de 2000                                                              |
| 42                                                    | Ildon Marques (Malta, 20.10.1945–)                                          |                       | Partido do Movimento Democrático Brasileiro PMDB | 1° de janeiro de 2005   | 31 de dezembro de 2008                                                | Prefeito eleito em sufrágio universal na eleição municipal de 2004                                                              |
| 43                                                    | Sebastião Madeira (São Domingos do Maranhão, 29.12.1949–)                   |                       | Partido da Social Democracia Brasileira PSDB     | 1° de janeiro de 2009   | 31 de dezembro de 2012                                                | Prefeito eleito em sufrágio universal na eleição municipal de 2008.                                                             |
| 43                                                    | Sebastião Madeira (São Domingos do Maranhão, 29.12.1949–)                   | 1° de janeiro de 2013 | Partido da Social Democracia Brasileira PSDB     | 31 de dezembro de 2016  | Prefeito reeleito em sufrágio universal na eleição municipal de 2012. | |
| 44                                                    | Assis Ramos (Floriano, 31.10.1976–)                                         |                       | Partido do Movimento Democrático Brasileiro PMDB | 1° de janeiro de 2017   | 31 de dezembro de 2020                                                | Prefeito eleito em sufrágio universal na eleição municipal de 2016                                                              |
| 44                                                    | Assis Ramos (Floriano, 31.10.1976–)                                         | União Brasil UNIÃO    | 1° de janeiro de 2021                            | 31 de dezembro de 2024  | Prefeito reeleito em sufrágio universal na eleição municipal de 2020  | |
| 45                                                    | Rildo Amaral (Imperatriz, 22.05.1977-)                                      |                       | Progressistas PP                                 | 1° de janeiro de 2025   | Atual                                                                 | Prefeito eleito em sufrágio universal na eleição municipal de 2024                                                              |